# Danalia pellucida
Danalia pellucida är en kräftdjursart som beskrevs av Giard 1887. Danalia pellucida ingår i släktet Danalia och familjen Cryptoniscidae. Inga underarter finns listade i Catalogue of Life.